# Quintette en la majeur de Schubert
La Truite

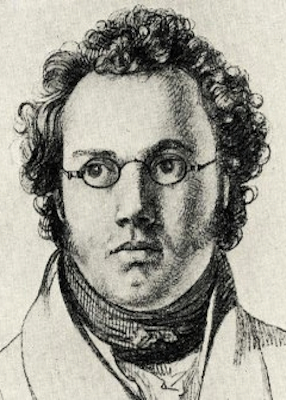
Dessin de Schubert, deux ans après la Truite.

Le Quintette en la majeur, D. 667 « La Truite » est le seul quintette avec piano composé par Franz Schubert.
L'œuvre a été composée en 1819, alors que Franz Schubert n'avait que 22 ans ; cependant, elle ne fut pas publiée avant 1829, soit un an après sa mort. L'effectif instrumental est original : il comporte un piano, un violon, un alto, un violoncelle et une contrebasse (et non pas un quatuor à cordes comprenant nécessairement deux violons, accompagné d'un piano). Cependant, Franz Schubert ne fut pas le premier à composer pour une telle formation ; Johann Nepomuk Hummel l'avait déjà utilisée pour son Quintette pour piano, violon, alto, violoncelle et contrebasse en mi bémol mineur, op.87 (1802).
Si la pièce est connue sous le nom « La Truite », c'est que son quatrième mouvement est une série de variations sur le thème d'un lied de Schubert, Die Forelle (la truite), lui-même inspiré d'un texte de Schubart. Le quintette aurait été écrit pour Sylvester Paumgartner, un riche mécène et un violoncelliste amateur, qui aurait aussi suggéré à Schubert d'introduire les variations sur le lied. Par ailleurs, plusieurs autres pièces de Schubert contiennent des variations sur ses lieder : le quatuor Der Tod und das Mädchen, les Variations pour flûte et piano « Trockne Blumen » (D. 802), la Fantaisie en do majeur pour violon et piano (D. 934) et la Wanderer Fantaisie ».
Le sextolet ascendant, qui fait partie de l'accompagnement du lied, est utilisé comme fil conducteur tout au long du quintette, et des variantes apparaissent dans chaque mouvement, à l'exception du Scherzo ; il est généralement introduit par le piano.

## Structure et analyse de l'œuvre
Le quintette est divisé en cinq mouvements :
1. Allegro vivace en la majeur (forme sonate).
2. Andante en fa majeur (la sus-dominante mineure de celle de l'œuvre)
3. Scherzo : Presto en la majeur
4. Tema e variazioni : Andantino – Allegretto en ré majeur (la sous-dominante de celle de l'œuvre)
5. Allegro giusto en la majeur

### Allegro vivace
Incipit du quintette
Comme dans beaucoup d'œuvres du style classique, l'exposition du thème alterne entre la tonique et la dominante. Cependant, le langage harmonique de Schubert est innovant, et il emploie beaucoup les médiantes et les sus-dominantes. Cela se confirme dès le début : au bout d'une dizaine de mesures, un changement de tonalité brusque du la majeur au fa majeur (la sus-dominante mineure) se produit. Le développement de la mélodie commence de la même manière, avec modulation abrupte du mi majeur (à la fin de l'exposition) au do majeur. Si le développement harmonique est tout d'abord lent, il s'accélère ; lorsque le morceau revient au premier thème, l'harmonie subit des modulations ascendantes d'un demi-ton. Par la suite, la récapitulation débute dans la sous-dominante, ce qui enlève la nécessité de moduler au moment de la transition vers le second thème – un phénomène fréquent dans les morceaux en forme sonate de la période précoce de Schubert. La récapitulation est semblable à l'exposition, sauf qu'elle omet les premières mesures et une autre brève partie juste avant le thème de clôture.

### Andante
Pièce en fa majeur. Ce mouvement comporte deux parties symétriques, l'une étant transposée de l'autre, à l'exception de quelques détails, notamment quelques modulations différentes pour permettre au mouvement de finir dans sa tonalité de départ. Chacune de ces parties est l'enchaînement de trois thèmes. Dans ce mouvement, l'harmonie tonale se remarque par la tonalité modulée de demi-ton en demi-ton, de manière ascendante, comme ceci : fa majeur, fa dièse mineur, sol majeur, la bémol majeur, la mineur, fa majeur (quelques courtes modulations intermédiaires ont été omises). Une telle structure est très originale au regard de l'harmonique classique.

### Scherzo: Presto
Ce mouvement contient aussi des nuances médiantes, comme la fin de la première partie du scherzo, qui est en do majeur, soit la médiante mineure.

### Tema e variazioni: Andantino – Allegretto
Pièce en ré majeur (sous-dominante). Il s'agit d'un thème et variations sur l'air de Die Forelle, un lied de Franz Schubert, qui donne son surnom au quintette. Technique typique du compositeur (en contraste avec le style de Beethoven), les variations ne déforment pas le thème original, mais font varier la manière de le décorer, et se concentrent sur le changement de mode également. Dans les premières variations, le thème passe d'un instrument à un autre (le violoncelle et la contrebasse ont le thème ensemble, avec un ornement riche au piano, et en tierces à l'alto et au violon). Dans la 5e variation, qui suit la traditionnelle variation en mode mineur, Schubert innove, en modulant, non pas en tonique, mais en sus-dominante, pour revenir au thème principal, au début de la sixième variation. Cette structure se retrouve dans l'octuor en fa majeur, D. 803 (4e mouvement), dans la sonate pour piano, D. 845 (2e mouvement), et dans l'impromptu en si bémol majeur, D. 935 no 3 « Rosamunde ». La dernière variation est très ressemblante au lied original, avec le même accompagnement au piano, sur un motif musical qui représente une truite faisant des apparitions à la surface de l'eau (notes montantes et descendantes).

### Finale: Allegro giusto
Ce final est en deux parties symétriques, comme c'est le cas du second mouvement (mais le chromatisme original est absent cette fois-ci). Dans le finale, la deuxième partie est l'exacte transposition de la première, à des changements d'octave près. Comme la première partie est répétée, le même motif se répète trois fois pendant le mouvement. Certains interprètes choisissent de ne pas faire la répétition pour éviter une certaine lourdeur. Si ce mouvement est dépourvu du chromatisme de l'andante, son harmonie est toutefois très innovatrice : la première partie se termine en ré majeur (la sous-dominante), ce qui est contraire aux canons du classicisme jouant sur l'alternance tonique - dominante (ou plus rarement, médiante et sus-dominante),.

## Autour de l'œuvre

### Version française
Louis Pomey adapte les paroles en français.

### Parodie par Francis Blanche
Le comédien et chanteur Francis Blanche (qui a également transformé un mouvement symphonique de la 5e de Beethoven en hymne à l'inventeur… de la pince à linge) a utilisé le thème musical du lied de Schubert en y ajoutant des paroles comiques de son invention.
La chanson (intitulée le Complexe de la Truite) relate l'histoire improbable d'une jeune fille littéralement obsédée par cette œuvre au point de la jouer avec une obstination répétitive à son timide amoureux alors qu'elle est retenue dans la demeure familiale de ce dernier à cause d'un orage apocalyptique… Ils commettront le « péché de chair » dans le salon de musique au milieu d'éclairs et du tonnerre avec des conséquences désastreuses.
Cette chanson qui a été un succès des Quatre Barbus et des Frères Jacques a fait connaître l'œuvre de Schubert au-delà du cercle des amateurs de musique classique.